# Bahamasair

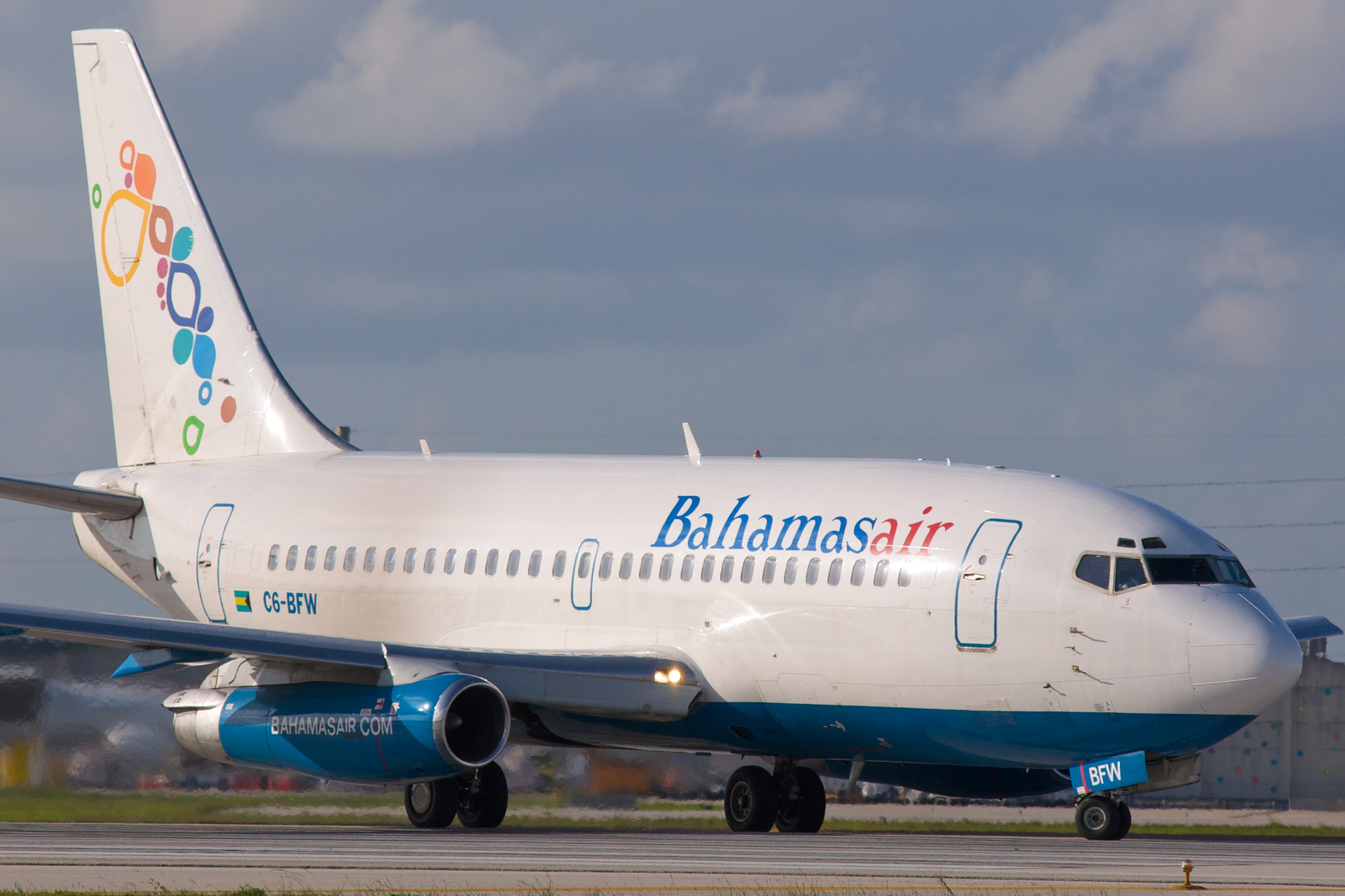

A Bahamasair (IATA: UP; ICAO: BHS; Callsign: Bahamas) é a companhia aérea nacional das Bahamas com sede na cidade de Nassau, a capital do país. Opera voos domésticos em escala para 15 destinos e voos regionais para Havana, em Cuba, e quatro cidades da Flórida. Iniciou suas operações em 18 de junho de 1973. Sua base principal é o Aeroporto Internacional Lynden Pindling.

## Frota
A frota da Bahamasair inclui os seguintes aviões (até 6 de junho de 2011):
- 2 Boeing 737-200
- 6 Bombardier Dash 8 Q300